# بني شبون (بني جميل مكسولين)
بني شبون هي إحدى مشيخات المملكة المغربية، تتبع جغرافيا لإقليم الحسيمة وإداريًا لبني جميل مكسولين. يقدر عدد سكانها بـ 5082 نسمة حسب الإحصاء الرسمي للسكان والسكنى لسنة 2004.